# Listă de municipalități din statul Sonora
- Această pagină este o listă de municipii din statul Sonora, Mexic.

## Diviziunile politice ale statului Sonora

Harta Mexicului indicând statul Sonora, colorat în negru.

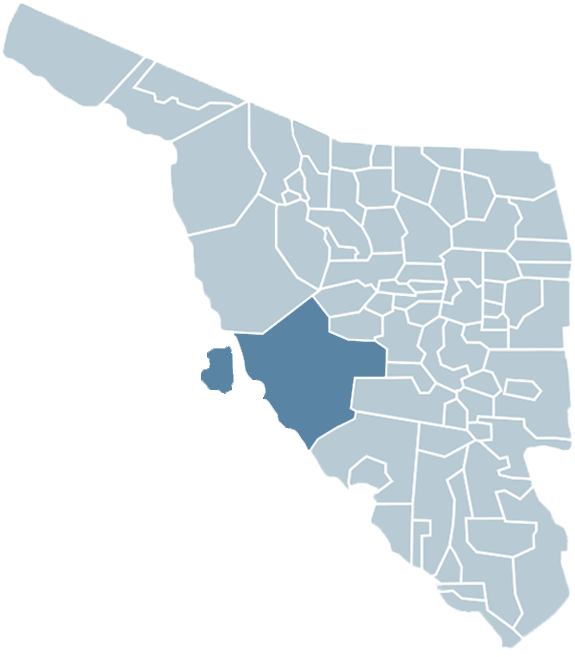
Harta statului Sonora indicând capitala acestuia, Hermosillo, precum și toate cele 72 de municipalității ale statului.

| - Aconchi sediu Aconchi; - Agua Prieta, sediu Agua Prieta; - Alamos, sediu Alamos; - Altar, sediu Altar; - Arivechi, sediu Arivechi; - Arizpe, sediu Arizpe; - Atil, sediu Atil; - Bacadéhuachi, sediu Bacadéhuachi; - Bacanora, sediu Bacanora; - Bacerac, sediu Bacerac; - Bacoachi, sediu Bacoachi; - Bácum, sediu Bácum; - Banámichi, sediu Banámichi; - Baviácora, sediu Baviácora; - Bavispe, sediu Bavispe; - Benjamín Hill, sediu Benjamín Hill; - Benito Juárez, sediu Benito Juárez; - Caborca, sediu Caborca; - Cajeme, sediu Cajeme; - Cananea, sediu Cananea; - Carbó, sediu Carbó; - Cucurpe, sediu Cucurpe; - Cumpas, sediu Cumpas; - Divisaderos, sediu Divisaderos; - Empalme, sediu Empalme; - Etchojoa, sediu Etchojoa; - Fronteras, sediu Fronteras; - General Plutarco Elías Calles, sediu General Plutarco Elías Calles; - Granados, sediu Granados; - Guaymas, sediu Guaymas; - Hermosillo, sediu Hermosillo; - Huachinera, sediu Huachinera; - Huásabas, sediu Huásabas; - Huatabampo, sediu Huatabampo; - Huépac, sediu Huépac; - Imuris, sediu Imuris; - La Colorada, sediu La Colorada; - Magdalena, sediu Magdalena; | - Mazatán, sediu Mazatán; - Moctezuma, sediu Moctezuma; - Naco, sediu Naco; - Nácori Chico, sediu Nácori Chico; - Nacozari de García, sediu Nacozari de García; - Navojoa, sediu Navojoa; - Nogales, sediu Nogales; - Onavas, sediu Onavas; - Opodepe, sediu Opodepe; - Oquitoa, sediu Oquitoa; - Pitiquito, sediu Pitiquito; - Puerto Peñasco, sediu Puerto Peñasco; - Quiriego, sediu Quiriego; - Rayón, sediu Rayón; - Rosario de Tesopaco, sediu Rosario de Tesopaco; - Sahuaripa, sediu Sahuaripa; - San Felipe de Jesús, sediu San Felipe de Jesús; - San Ignacio Río Muerto, sediu San Ignacio Río Muerto; - San Javier, sediu San Javier; - San Luis Río Colorado, sediu San Luis Río Colorado; - San Miguel de Horcasitas, sediu San Miguel de Horcasitas; - San Pedro de la Cueva, sediu San Pedro de la Cueva; - Santa Ana, sediu Santa Ana; - Santa Cruz, sediu Santa Cruz; - Sáric, sediu Sáric; - Soyopa, sediu Soyopa; - Suaqui Grande, sediu Suaqui Grande; - Tepache, sediu Tepache; - Trincheras, sediu Trincheras; - Tubutama, sediu Tubutama; - Ures, sediu Ures; - Villa Hidalgo, sediu Villa Hidalgo; - Villa Pesqueira, sediu Villa Pesqueira; - Yécora, sediu Yécora. |